# Соломоновы Острова на летних Олимпийских играх 1984
Соломоновы Острова принимали участие в Летних Олимпийских играх 1984 года в Лос-Анджелесе (США) в первый раз за свою историю, но не завоевали ни одной медали. Страну представляли два легкоатлета и один тяжелоатлет.

## Лёгкая атлетика
Спортсменов — 2
Мужчины
| Спортсмен    | Вид   | Забег     | Забег | Четвертьфинал | Четвертьфинал | Полуфинал | Полуфинал | Финал     | Финал     |
| Спортсмен    | Вид   | Результат | Место | Результат     | Место         | Результат | Место     | Результат | Место     |
| ------------ | ----- | --------- | ----- | ------------- | ------------- | --------- | --------- | --------- | --------- |
| Джонсон Кере | 100 м | 11,57     | 7     | Не прошёл     | Не прошёл     | Не прошёл | Не прошёл | Не прошёл | Не прошёл |
| Чарли Оливер | 800 м | 1.53,22   | 7     | Не прошёл     | Не прошёл     | Не прошёл | Не прошёл | Не прошёл | Не прошёл |

## Тяжёлая атлетика
Спортсменов — 1
| Спортсмен | Категория | Масса | Рывок | Рывок | Рывок | Толчок | Толчок | Толчок | Всего | Место |
| Спортсмен | Категория | Масса | 1     | 2     | 3     | 1      | 2      | 3      | Всего | Место |
| --------- | --------- | ----- | ----- | ----- | ----- | ------ | ------ | ------ | ----- | ----- |
| Лесли Ата | 67,5 кг   | 66,20 | 75    | 80    | 82.5  | 100    | 105    | 107.5  | 187.5 | 16    |